# Gut Rixförde
Das Gut Rixförde ist ein denkmalgeschützter Gutshof mit einem Ensemble aus einem großen Gutshaus und einem Gartenpavillon inmitten einer privaten Parkanlage. Das Anwesen liegt nahe einer Landstraße zwischen Wiesen und Äckern in Hambühren rund 16 Kilometer westlich von Celle. Der neuklassizistische Pavillon, zeitweilig als Teehaus und Treffpunkt illustrer Gäste aus den Spitzen von Wirtschaft und Politik genutzt, wurde noch zur Zeit des Deutschen Kaiserreichs nach Entwürfen des Architekten Paul Schultze-Naumburg (1869–1949) errichtet. Es gilt als Musterbeispiel des von dem Mitbegründer des Deutschen Werkbundes propagierten Ideals klarer und einfacher, sich sanft in die Landschaft einfügender Baukörper.

## Geschichte

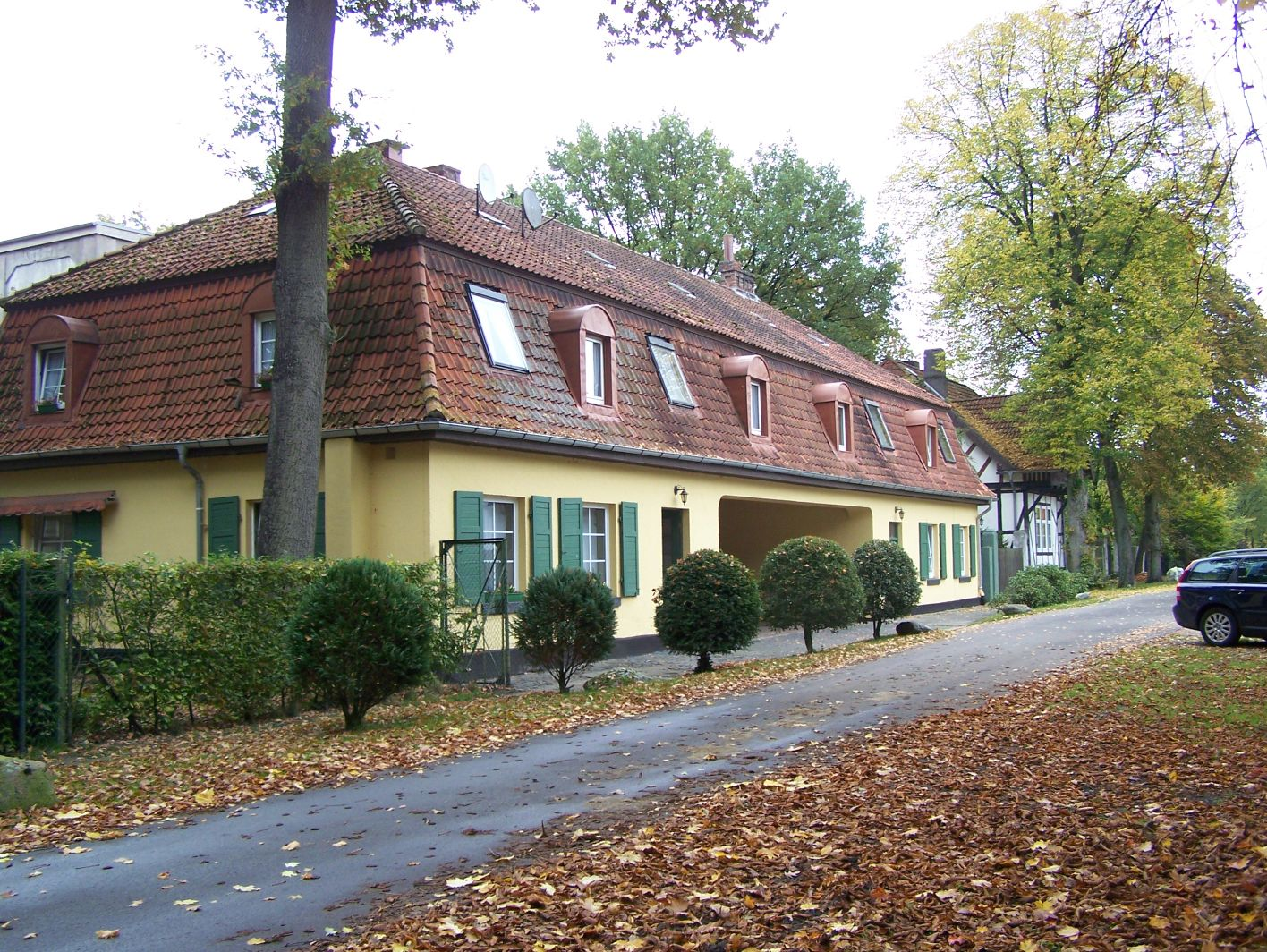
Eines der Gebäude an der Zufahrt zum Gut Rixförde

Für zukünftige Jagden auf Hochwild ließ sich im Jahr 1883 der in Hamburg tätige Reeder Friedrich Leopold Loesener († 1903) in Rixförde nahe dem Jagdrevier ein Gebäude im sogenannten „Schweizerstil“ errichten, das heute den Kern des Rixförder Gutshauses bildet. Nach dem Tod des Reeders erwarb 1903 ein Ölspekulant die Immobilie. Als dieser bei verschiedenen Probebohrungen jedoch nicht auf Erdöl stieß, verkaufte er den Besitz allerdings schon nach einem Jahr an Oskar Barckhausen.
Barckhausen ließ zunächst die um den heutigen Park liegenden Moor- und Heideflächen kultivieren und landwirtschaftlich nutzen. In seiner Funktion als Kommandant des 2. Rheinischen Husaren-Regiments Nr. 9 stand er in enger Beziehung zum preußischen Königshaus, sogar in einer bis in die Privatsphäre reichenden Freundschaft mit dem damaligen Kronprinzen Wilhelm von Preußen. Durch diese Verbindung kam der neue Rixförder Grundbesitzer und Major in Kontakt mit dem seinerzeit im Großbürgertum und beim Adel gefragten Architekten Paul Schultze-Naumburg, der dann auch die Entwürfe für den Gartenpavillon lieferte.
Nach dem Tode Barckhausens erwarb der in Hannover lebende ehemalige Radrennfahrer und Direktor der dortigen Continental-Caoutchouc- und Guttapercha-Compagnie, Willy Tischbein das Anwesen. Er ließ das Gut Rixförde zum landwirtschaftlichen Großbetrieb ausbauen, zu einem Wirtschaftshof mit Stallungen, von dem aus der gesamte Raum um Celle bis in das späte 20. Jahrhundert hinein mit Lebensmitteln versorgt werden konnte. Zudem bekam das Gutshaus einen Anbau im Stil des Neuklassizismus.
Die umliegenden Wiesen und Wälder aber blieben Schauplatz vornehmer Gesellschaftsjagden. Bei diesen Anlässen trafen hochrangige Persönlichkeiten aus Politik und Wirtschaft im Gartenpavillon zusammen, unter ihnen beispielsweise Wilhelm von Preußen oder Paul von Hindenburg. Nach der Jagd erhielt Willy Tischbein in der Regel verschiedene Dankschreiben als Gastgeber.
Während des Zweiten Weltkrieges diente der Gartenpavillon – zwischen dem Keller und dem Hauptgeschoss ist eine Betondecke eingezogen – als Luftschutzbunker. Der landwirtschaftliche Großbetrieb wurde jedoch nicht durch Fliegerbomben zerstört, konnte nach Tischbeins Tod bis in die 1950 von seiner Frau weitergeführt werden. Das architektonische Kleinod inmitten der ehemaligen Parkanlage aber diente viele Jahre nur noch als Abstellkammer, wurde nicht saniert und drohte zu zerfallen.
Nach Jahren des Leerstandes erwarb die Familie von Sabrina Bosch im Jahr 2014 von den Nachfahren Tischbeins das Ensemble mit dem Gutshaus an der Landstraße und dem Gartenpavillon. Zunächst wurde bei der Sanierung des denkmalgeschützten Wohngebäudes „[...] um jede Fliese und um jede Fuge gerungen“, um möglichst viel der originalen Bausubstanz zu erhalten. Erst nach der Bezugsfertigkeit des Wohngebäudes konnte zumindest mit der Instandsetzung des Pavillondaches begonnen werden.

## Gartenpavillon
Der auch als Teehaus bezeichnete Gartenpavillon wurde in den Jahren von 1910 bis 1911 für die Familie des Bauherrn und Rittmeisters Barckhausen errichtet. Optisch und architektonisch einmalig, erhob sich der Pavillon auf einer leichten Anhöhe mitten im Park als eingeschossiger Bau auf ovalem Grundriss und einem Sockel aus Ziegelmauerwerk. Von den drei Räumen umfasste der mittlere Raum 50 m², seitlich schlossen eine Bibliothek sowie ein Schlafkabinett an.
Die Bauausführung oblag den 1904 von Schultze-Naumburg und dem Schriftsteller Fritz Koegel bei Bad Kösen gegründeten Saalecker Werkstätten.
In dem von einem Teich und alten Eichen geprägten, später verwilderten Park, der zur Bauzeit des Pavillons in die Heidelandschaft überging, sollte das Teehaus auch als behagliches Refugium nach der Jagd dienen. Doch dem Bauherrn waren nur wenige Jahre auf Rixförde vergönnt – der Offizier fiel 1918 im Ersten Weltkrieg.
Anfang 2015 förderte die VGH-Stiftung durch einen Zuschuss von 15.000 Euro eine Teil-Sanierung des historischen Gartenpavillons. Nach der auch mit Unterstützung der Deutschen Stiftung Denkmalschutz erfolgten Sanierung soll der Gartenpavillon der Öffentlichkeit zugänglich gemacht werden, etwa für kulturelle Veranstaltungen oder die Nutzung durch örtliche Vereine aus der Umgebung für Lesungen oder Konzerte.